# Comuna Mîrne, Huleaipole
Mîrne (în ucraineană Мирне) este o comună în raionul Huleaipole, regiunea Zaporijjea, Ucraina, formată din satele Cearivne, Mîrne (reședința) și Zahirne.

## Demografie
Componența lingvistică a comunei Mîrne
     Ucraineană (93,94%)
     Rusă (6,06%)
Conform recensământului din 2001, majoritatea populației comunei Mîrne era vorbitoare de ucraineană (93,94%), existând în minoritate și vorbitori de rusă (6,06%).